# Controvérsias envolvendo a TV Globo

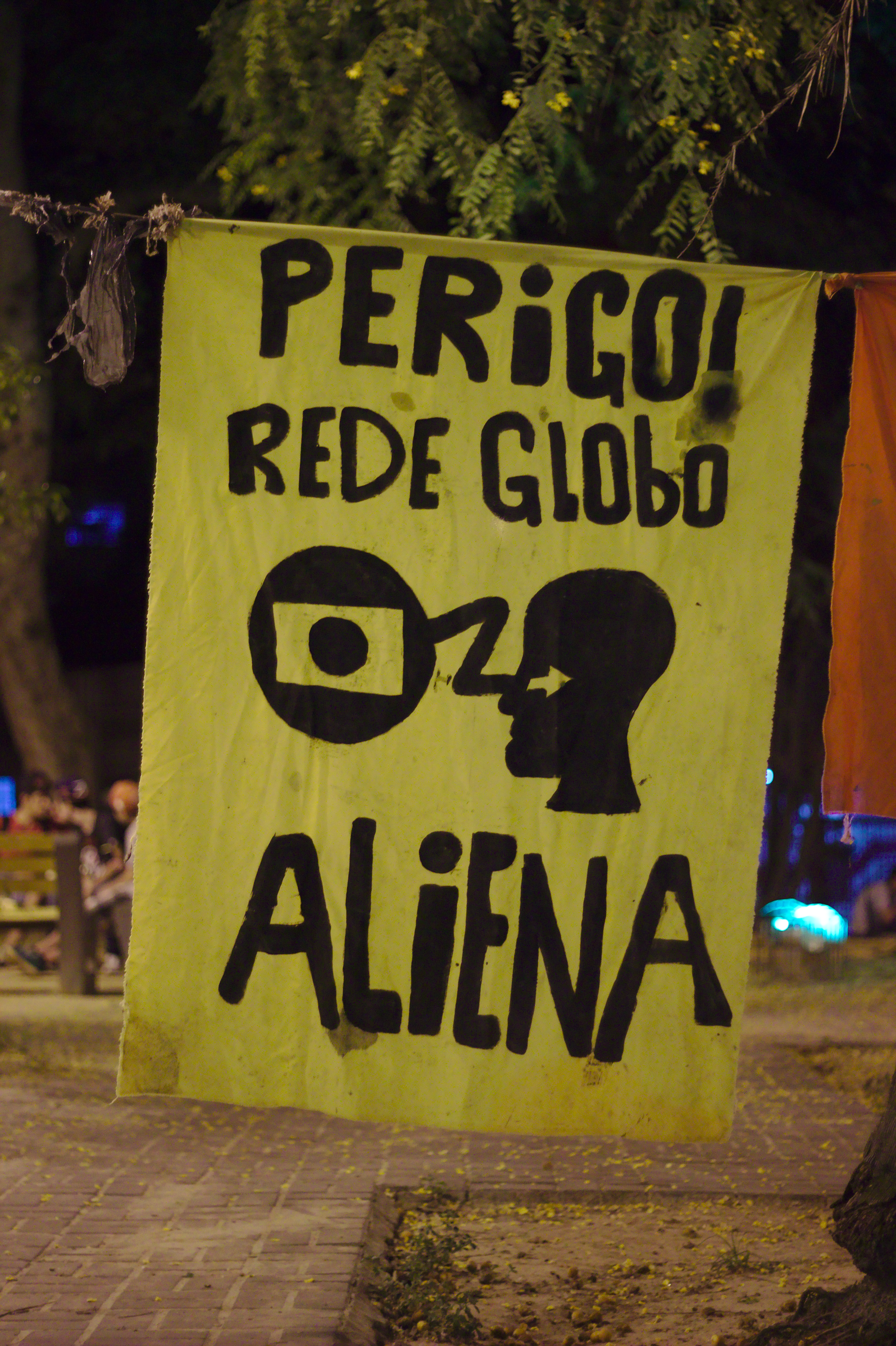
Bandeira criticando a emissora durante manifestação em 2014.

As controvérsias envolvendo a TV Globo referem-se ao extenso histórico de polêmicas nas relações desta rede de televisão brasileira com a sociedade do país. A emissora possui uma capacidade sem paralelo de influenciar a cultura e a opinião pública.
A principal polêmica histórica da estação televisiva e das Organizações Globo (hoje Grupo Globo) está ligada ao apoio dado à ditadura militar e a censura dos movimentos pró-democracia nos noticiários do canal. O regime, segundo os opostos à emissora, teria rendido benefícios ao grupo midiático da família Marinho, em especial para o canal de televisão que, em 1984, fez uma cobertura omissa das Diretas Já. A própria Globo reconheceu em editorial publicado no jornal O Globo, 49 anos depois e pressionada pelas manifestações de junho de 2013, que o apoio ao golpe militar de 1964 e ao regime subsequente foi um "erro".
No final da década de 1980, a emissora novamente foi alvo de críticas devido à edição que promoveu do último debate entre os candidatos a presidente na eleição de 1989, o que teria favorecido Fernando Collor de Mello. No final da década de 1990, as Organizações Globo enfrentaram diversos problemas financeiros que teriam sido aliviados pelo Estado, apesar de se tratar de uma empresa privada. Durante o período, a emissora utilizou-se de sua influência entre os políticos para conseguir mudar um artigo da Constituição Federal, no qual permitia a entrada de 30% de capital estrangeiro nas empresas de mídia.
Em 2002, o governo federal ofereceu ajuda de 280 milhões de reais à Globocabo através de financiamento do Banco Nacional de Desenvolvimento Econômico e Social (BNDES). A emissora voltou novamente a ser alvo de críticas pela cobertura supostamente tendenciosa das eleições de 2006,  2010 e 2022.

## Influência política

### Apoio ao regime militar
A TV Globo foi fundada em 1965, um ano após o golpe de estado de 1964, e se consolidou como maior rede de televisão do país durante a década de 1970. Neste período, o regime militar implementou uma política de modernização das telecomunicações. Em 1965 criou a Embratel, e o Brasil se associou à Intelsat. Em 1968, foi criado o Ministério das Comunicações e, no mesmo ano, surgiram as primeiras emissoras de rádio FM e foi criada a AERP (Assessoria Especial de Relações Públicas), que reforçava a necessidade de propagar ideais ufanistas e nacionalistas. Em 1969, o país se integra ao sistema mundial de comunicação por satélite. A intenção do regime era se opor à hegemonia cultural caracteristicamente de esquerda da época. Uma de suas armas para isso teria sido a televisão, tendo o regime feito vistas grossas à parceria, vetada por lei, entre Roberto Marinho e a multinacional Time-Life, o que contribuiu para o salto tecnológico da TV Globo.
Segundo o Grupo Globo, o jornal O Globo apoiou o golpe militar de 1964 fazendo parte de um "posicionamento amplamente majoritário" contra o governo do presidente João Goulart. Afirma também que Roberto Marinho acreditava na vocação democrática do presidente Castello Branco e na eficácia da política econômica desenvolvida por Roberto Campos e Octavio Gouvêa de Bulhões. Em 2013, O Globo reconheceu, através de um texto publicado em seu site, que o apoio ao golpe de 1964 foi um erro. O texto acompanhou a publicação do projeto "Memória" que recuperou os 88 anos de história do jornal O Globo. Nele, a instituição afirmou que o apoio à intervenção dos militares se deu pelo temor de um outro golpe, a ser desfechado pelo presidente João Goulart com apoio dos sindicatos.
O grupo nega que o crescimento da TV Globo se deu graças à estreita ligação de Roberto Marinho com o regime implantado em março de 1964, citando como exemplos disso a dificuldade em obter concessões para canais de televisão em João Pessoa e Curitiba em 1978, alguns casos de censura a sua programação, além do fato de que alguns de seus profissionais eram membros do Partido Comunista Brasileiro. No entanto, como apontou Renato Ortiz, a censura não era generalizada, uma vez que "sua principal função era impedir a emergência de determinadas ideias, notícias, publicações que estivessem contrárias à lógica ditatorial de difundir ideais de progresso, harmonia e desenvolvimento".
Em sua autobiografia, no entanto, Walter Clark, diretor-geral da TV Globo, confessou ter cancelado os programas de Carlos Heitor Cony e Roberto Campos para satisfazer o coronel Gustavo Borges, chefe de polícia no estado do Rio de Janeiro. Além disso, Clark afirmou ter contratado um ex-diretor da censura para "ler tudo que ia para o ar" e uma "assessoria especial" formada pelo general Paiva Chaves, pelo civil linha-dura Edgardo Manoel Erickson ("pelego dos milicos", conforme disse) e mais "uns cinco ou seis funcionários". Além disso, relatou receber o presidente Emílio Garrastazu Médici em seu gabinete na Globo, onde assistiam aos jogos de futebol exibidos pela emissora aos domingos. Segundo ele, o denominado "padrão Globo de qualidade" acabou "passando por vitrine de um regime com o qual os profissionais da TV Globo jamais concordaram".

Em entrevista ao documentário britânico Beyond Citizen Kane, o ex-ministro da Justiça (1974–1979) Armando Falcão afirmou que "o doutor Roberto Marinho nunca me criou qualquer tipo de dificuldade. Eu, ministro-censor, ele diretor do jornal O Globo, da televisão Globo, da Rede Globo, da Rádio Globo, da Rádio Mundial, da Rádio Eldorado, ele nunca me criou dificuldade". O próprio Médici chegou a afirmar, sobre o Jornal Nacional, em entrevista: "Sinto-me feliz todas as noites quando ligo a televisão para assistir ao jornal. Enquanto as notícias dão conta de greves, agitações, atentados e conflitos em várias partes do mundo, o Brasil marcha em paz, rumo ao desenvolvimento. É como se eu tomasse um tranquilizante após um dia de trabalho". Em 2012, um ex-delegado do DOPS relatou a proximidade entre o regime e a Globo.
Em 2013, o Grupo Globo reconheceu e desculpou-se publicamente, através de um editorial publicado no jornal O Globo e que também foi lido por William Bonner durante o Jornal Nacional, por terem apoiado a ditadura militar instaurada no país depois do golpe militar de 1964. No texto do editorial, o jornal afirma:

### Diretas Já

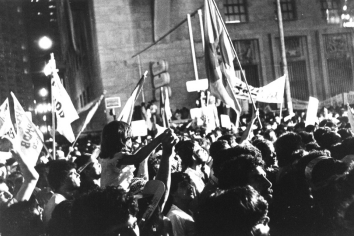
Comício das Diretas Já em 16 de abril de 1984 em São Paulo.

No dia 25 de janeiro de 1984, foi ao ar, pela primeira vez em rede, aquele que é considerado o primeiro grande comício das Diretas Já, realizado na praça da Sé, em São Paulo. Naquele dia, o telejornal exibiu reportagem de dois minutos e dezessete segundos sobre o tema. No entanto, ocorreu um equívoco durante a escalada do Jornal Nacional; 25 de janeiro é também o dia do aniversário da cidade de São Paulo, e por conta de um suposto erro técnico, o apresentador do telejornal acabou anunciando o comício como parte das comemorações dos 430 anos da cidade. A emissora recebeu críticas que diziam que não havia sido uma falha técnica, mas sim uma manipulação de dados.
José Bonifácio de Oliveira Sobrinho, o Boni, ex-vice-presidente do Grupo Globo afirmou, em entrevista a Roberto D'Ávila em 2005, que Roberto Marinho determinou a censura do primeiro grande comício das Diretas Já. Segundo Boni, "o doutor Roberto não queria que se falasse em Diretas Já" e decidiu que o evento da praça da Sé fosse transmitido "sem nenhuma participação de nenhum dos discursantes". O que teria ocorrido no episódio, ainda de acordo com ele, foi uma "censura dupla" (por parte do regime e da emissora). A versão oficial da Globo, relatada no livro Jornal Nacional - A Notícia Faz História, porém, é de que a emissora não omitiu que o comício fizesse parte das Diretas e que é falsa a versão de que emissora noticiou o evento como parte das comemorações pelo aniversário da cidade de São Paulo.
A TV Globo, no entanto, assumiu publicamente o erro na cobertura do movimento pelas eleições diretas no site "Memória Globo" e afirmou que foi ameaçada e coagida pelo regime naquele momento:
Em 21 de janeiro de 2015, na série especial do Jornal Nacional sobre os 50 anos do jornalismo da emissora, William Bonner relembrou o comício de 25 de janeiro de 1984:

### Caso Proconsult
Em 1982, a Globo  foi acusada de participação no chamado caso Proconsult. A empresa Proconsult, contratada pela Justiça Eleitoral para apurar os votos das eleições para o governo do Rio de Janeiro, desenvolveu um sistema informatizado de apuração dos votos que apresentou resultados diferentes dos publicados no Jornal do Brasil. O noticiário da TV Globo foi pautado pela divulgação oficial divulgada pelo Proconsult.
Segundo o jornalista Hélio Fernandes, da Tribuna da Imprensa, a fraude só não se concretizou devido à participação do delegado da Polícia Civil Manoel Vidal, escalado para fiscalizar a apuração. Vidal percebeu que havia algo de errado na apuração tendo, em seguida, contatado o também delegado Arnaldo Campana, ligado a Brizola. O candidato do PDT, censurado nos veículos do Grupo Globo, concedeu uma entrevista aos correspondentes estrangeiros explicando a situação que ocorria. A fraude foi exposta e os jornalistas do conglomerado foram hostilizados nas ruas do Rio de Janeiro. Por outro lado, a emissora respondeu que "nunca contratou a Proconsult" e "se baseava nos números de O Globo, responsável por uma totalização própria, realizada a partir dos mapas oficiais apurados pelo TRE".

### Caso NEC
Durante o regime militar, a NEC Brasil foi obrigada a nacionalizar seu capital. Por isso, cedeu o controle acionário da empresa ao grupo Brasilinvest de Mário Garnero. À época da redemocratização, a NEC Brasil havia se tornado a maior fornecedora de equipamentos de telecomunicação para o governo brasileiro. Em 18 de março de 1985, o Banco Central, por meio de um decreto do então ministro da Fazenda, Francisco Dornelles, deu início à liquidação do grupo de Garnero, acusado de falta de liquidez e de desvio de recursos para empresas fantasmas no exterior. Garnero pediu concordata preventiva  de todas as empresas do Brasilinvest. O governo não aceitava a contratação de empresas controladas por um concordatário, o que teria levado o então ministro das Comunicações Antônio Carlos Magalhães a suspender os contratos do governo com a empresa, em 29 de abril de 1986. Devido à crise do grupo brasileiro, a NEC do Japão recomprou parte das ações da NEC Brasil. Em dezembro de 1986, 51% das ações foram vendidas para o Grupo Globo, enquanto Garnero passou a ter 25% do capital em ações preferenciais, e a NEC, 58% das ações no total (sendo 42% de ações preferenciais e 16% de ações ordinárias). Após as alterações acionárias, ACM restabeleceu os contratos com a empresa, além de iniciar novos contratos.
Em 10 de novembro de 1986, a Rede Globo oficializou a não renovação do contrato de afiliação com a TV Aratu, sua então afiliada desde 1969, determinando que a emissora deixasse de transmitir sua programação em 20 de janeiro de 1987, após o término da prorrogação do fim do contrato. A rede já havia manifestado à TV Aratu sua intenção de não renovar o contrato em 24 de fevereiro daquele ano, alegando insatisfação existente desde 1984 por parte da Globo em relação a problemas técnicos e comerciais da então afiliada baiana. A TV Bahia, que era de propriedade do filho de ACM, ACM Júnior, e de seu genro, César Mata Pires, era originalmente afiliada à Rede Manchete, rede concorrente da Globo de propriedade de Adolpho Bloch, e foi a escolhida para substituir a TV Aratu.
Para tentar reverter a perda da afiliação, integrantes do grupo político do governador Waldir Pires (ao qual era ligada a TV Aratu) e adversários de ACM levantaram suspeitas de que o ministro teria beneficiado a Globo com o intuito de transformar a emissora de sua família em uma afiliada da rede carioca. Em 13 de janeiro, o então deputado federal Luís Viana Neto (PMDB-BA), um dos acionistas da emissora, foi até Brasília ao lado de outros 19 deputados para reclamar com o então presidente José Sarney a respeito da suposta interferência de ACM nas comunicações do estado. Uma contenda judicial foi iniciada pelos proprietários da TV Aratu contra a Globo e a TV Bahia em 15 de janeiro, quando o juiz Luiz Fux, da 9.ª Vara Cível do Rio de Janeiro, concedeu à emissora uma liminar que impedia a TV Bahia de alterar a afiliação.
Em 23 de janeiro, a Globo derrubou esta liminar por meio de um mandado de segurança no Tribunal de Justiça do Estado do Rio de Janeiro, assegurando a transmissão da sua programação pela TV Bahia, que deu início à nova afiliação assim que recebeu a notificação, às 17h58 daquele dia. Pouco depois, Pedro Jack Kapeller, então diretor da Rede Manchete, afirmou que não cabiam medidas judiciais a respeito da posição da TV Bahia, pois "tudo aconteceu rigorosamente dentro das normas estipuladas pelos contratos assinados entre as partes". Após várias decisões judiciais, a disputa terminou em 6 de julho, quando o tribunal decidiu a favor da Globo, finalmente permitindo que a TV Bahia fosse a única afiliada da rede na Bahia.
A não renovação do contrato de afiliação com a Globo ocasionou uma queda de 80% na arrecadação da TV Aratu. A antiga afiliada da Globo seguiu recorrendo da decisão até abril de 1996, quando os recursos judiciais esgotaram, e o processo confirmou o direito legal da Globo de transferir sua programação para a TV Bahia. A TV Aratu, que na época estava arrendada à CNT, teve seu prédio leiloado por se recusar a arcar com os honorários processuais.
As suspeitas contra o acordo NEC-Globo vieram a tona nacionalmente em 9 de junho de 1992, quando foi instalada na Câmara dos Deputados uma CPI para investigar o caso, requisitada pelo deputado Paulo Ramos (PDT-RJ) em maio de 1987. As denúncias contra ACM foram rejeitadas e retiradas do texto do relatório, que foi aprovado por unanimidade em 17 de novembro. Mussa Demes (PFL-PI), presidente da CPI, afirmou que "se o governador Antônio Carlos tivesse agido de outra forma, teria comprometido irremediavelmente o sistema de telecomunicações do país e poderia estar respondendo hoje por omissão", considerando, assim como a maioria dos membros da comissão, que o então ministro havia suspenso os contratos com a NEC no intuito de evitar que Garnero utilizasse estes recursos para reverter a intervenção do Banco Central no Brasilinvest.
A CPI concluiu que não existiu irregularidade na transação, acusando Mário Garnero de mentir perante à comissão ao afirmar que havia perdido dinheiro na venda e que empresários da área de telecomunicações teriam sofrido pressão para que não negociassem a NEC Brasil. Na época da transação, ele havia recebido novas ações da empresa, cancelamento de dívidas, pagamento da concordata preventiva da NEC e um adicional de 6 milhões. Além disso, os empresários citados por ele enviaram carta à comissão negando as supostas pressões exercidas por pessoas ligadas à Globo.
Com o fim das empresas do Grupo Telebrás, o Grupo Globo vendeu suas ações na NEC Brasil, que teve seu apogeu durante o monopólio estatal das telecomunicações. As operadoras europeias e norte-americanas que compraram as empresas telefônicas estatais optaram por manter seus parceiros ocidentais na área de tecnologia, e a NEC teve sua presença no mercado reduzida.

### Eleições de 1989 eimpeachment
A emissora é acusada de ter ajudado a eleger o candidato a presidente Fernando Collor de Mello (dono da TV Gazeta, afiliada da Globo em Alagoas) nas eleições de 1989, através da manipulação de trechos do último debate entre Collor e o candidato petista Luiz Inácio Lula da Silva. Na época do debate, já no segundo turno, as pesquisas apontavam um empate técnico entre os dois candidatos; logo, o confronto na televisão seria decisivo para definir a disputa. Lula se saiu mal no debate, fato reconhecido pelo seu próprio partido.

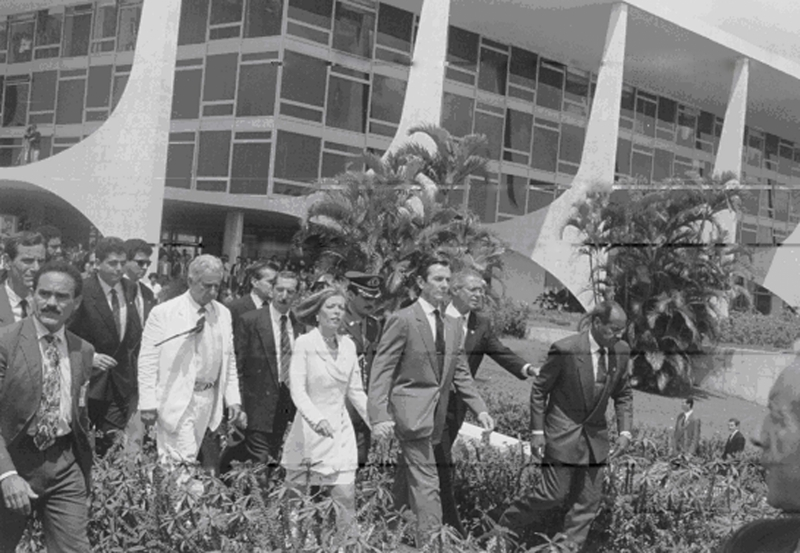
Fernando Collor deixa a presidência.

De acordo com seus críticos, a TV Globo teria procurado isenção na cobertura do processo eleitoral, mas teria assumido um lado na reta final da disputa quando os candidatos estavam neste estado de empate técnico. Os proponentes desta hipótese argumentam que foram exibidas duas reportagens sobre o debate no dia 15 de dezembro de 1989, antevéspera do segundo turno das eleições. Uma delas foi ao ar no Jornal Hoje e, a outra, no Jornal Nacional, sendo essa a mais polêmica. A primeira reportagem mostrou as melhores intervenções de cada candidato e a segunda teria favorecido Collor, pois teria mostrado os melhores momentos dele e os piores de Lula. O PT moveu uma ação no Supremo Tribunal Federal contra a Globo. O partido queria que novos trechos do debate fossem exibidos, a título de direito de resposta, mas o pedido foi negado.
A Globo sempre negou que agiu de má-fé no episódio, mas admite que a edição não foi equilibrada. Segundo Boni, a Central Globo de Jornalismo fez uma edição favorável a Collor, não seguindo a orientação da direção da empresa para que o tratamento fosse imparcial. Já Roberto Marinho, diante da declaração de Boni, afirmou que o então vice-presidente de operações da Globo não entendia de eleições e que o Jornal Nacional tinha sintetizado de maneira correta o debate, visto que Collor havia se saído melhor. Em 2009, Collor admitiu que foi favorecido pela Globo na disputa.
Grande parte da mídia apoiou abertamente a campanha de Collor à presidência. No entanto, de acordo com o historiador Gilberto Maringoni, doutor em História pela USP, por incapacidade de manter maioria no Congresso e por entrar em confronto com uma parte expressiva do empresariado nacional, Collor acabou por influenciar por si só a mudança de postura da imprensa. A crise econômica com a volta da inflação, o confisco da poupança, e a intensa cobertura investigativa da imprensa ajudaram a impulsionar as manifestações sociais que culminaram no impeachment.
Em 2015 a emissora fez um mea-culpa, admitindo a edição manipuladora em um editorial lido no Jornal Nacional. Desde então, tomou ainda a decisão de não editar debates políticos, apenas os exibindo ao vivo.

### Direito de resposta de Leonel Brizola

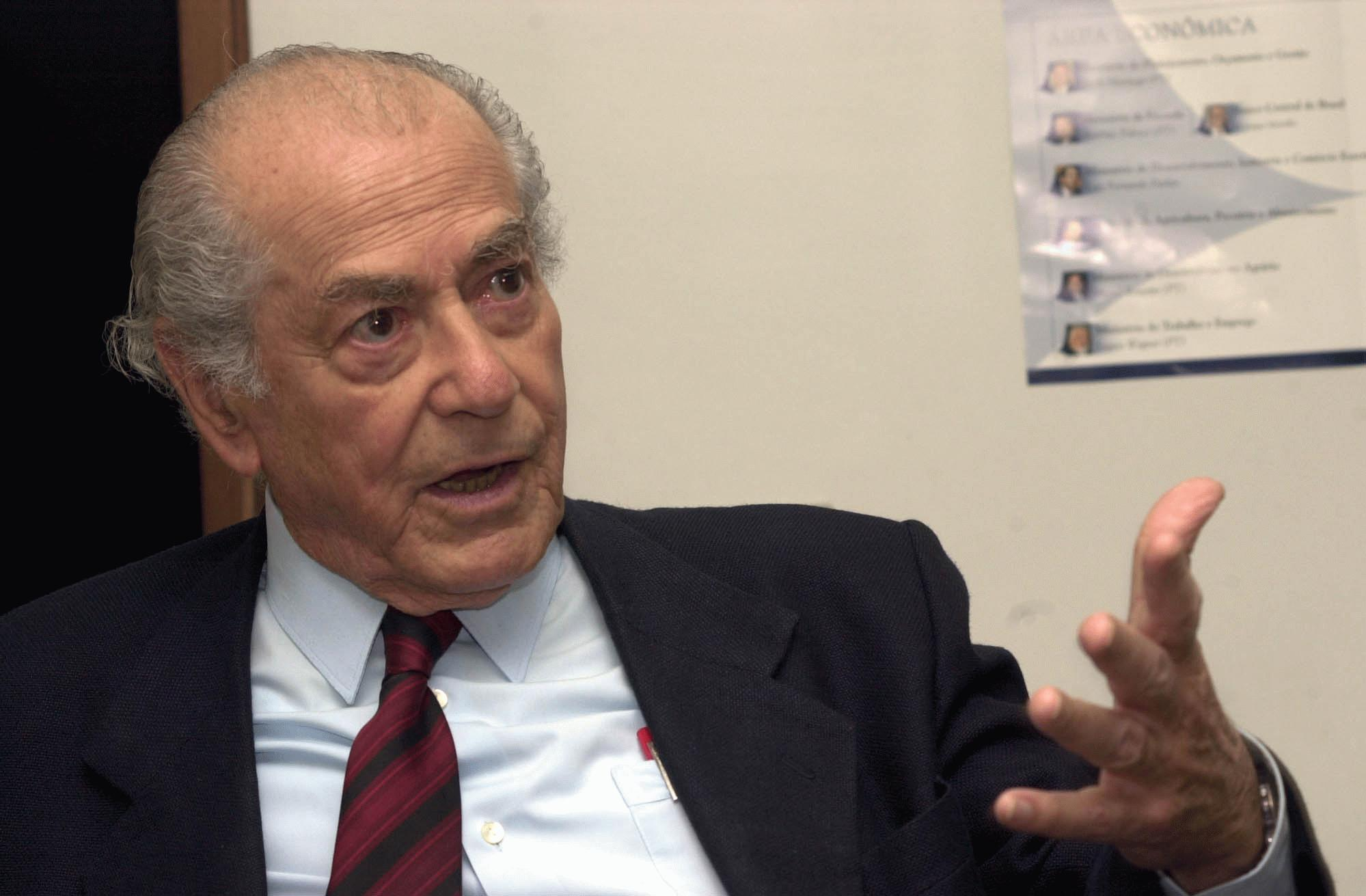
Leonel Brizola recebeu direito de resposta a ser veiculado pelo Jornal Nacional após dois anos de disputa judicial.

Em 15 de março de 1994, a TV Globo colocou no ar, durante o Jornal Nacional, o direito de resposta obtido pelo então governador do Rio de Janeiro, Leonel Brizola, após dois anos de disputa judicial. Brizola havia entrado na justiça pedindo direito de resposta em 1992, em função da matéria ofensiva referente a uma carta que ele enviou ao então prefeito Marcello Alencar.
Na resposta que foi ao ar, lida pelo locutor Cid Moreira, Brizola dizia não reconhecer na Globo "autoridade em matéria de liberdade de imprensa" e que a emissora teve "longa e cordial convivência com os regimes autoritários e com a ditadura de 20 anos que dominou nosso país". Brizola dizia ter sido "apontado como alguém de mente senil". Na sequência, argumentava: "Ora, tenho 70 anos, 16 a menos que meu difamador, Roberto Marinho, que tem 86 anos. Se é este o conceito que tem sobre os homens de cabelos brancos, que os use para si". Em um artigo de retrospectiva em 2009 acerca da emersão do direito de resposta no ordenamento jurídico brasileiro, o portal Observatório da Imprensa avaliou que "(...) esse célebre episódio foi uma espécie de divisor de águas no capítulo da liberdade de imprensa. Soou como uma senha para a multiplicação de ações e para a escalada de condenações de jornais e jornalistas que se seguiu".

### Eleições de 2006

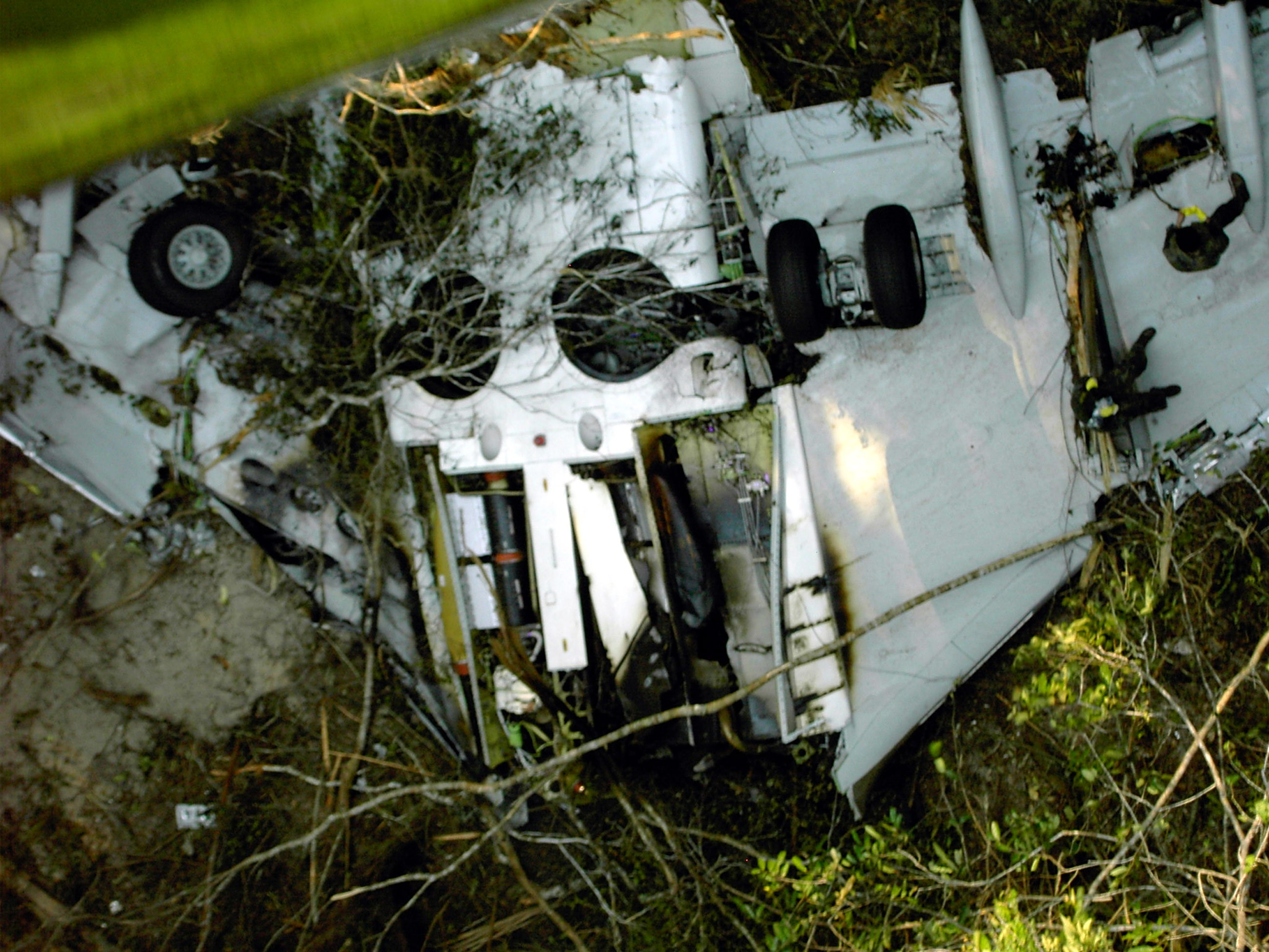
De acordo com a revista CartaCapital, o Jornal Nacional não informou sobre a tragédia do Voo Gol 1907, mas focou toda a sua edição no Escândalo do Dossiê.

Houve várias críticas à forma como a Globo fez a cobertura das eleições gerais de 2006. A emissora teria atuado para prejudicar a campanha do então presidente Luiz Inácio Lula da Silva à reeleição, dando atenção exagerada a fatos negativos envolvendo o PT. Luiz Carlos Azenha, o repórter destacado para cobrir a campanha presidencial do candidato tucano Geraldo Alckmin, confirma que houve a intenção de prejudicar o PT na cobertura. Segundo ele, "tinha sido determinado desde o Rio que as reportagens de economia deveriam ser esquecidas porque supostamente poderiam beneficiar a reeleição de Lula". Além disso, Azenha afirma que uma reportagem de sua autoria potencialmente danosa para o então candidato a governador de São Paulo, José Serra, foi censurada pela Globo. As críticas à forma como estava cobrindo as eleições levaram a emissora a fazer, internamente, um frustrado abaixo-assinado em apoio a sua linha editorial.
O evento mais comentado pelos críticos foi quando, na véspera da votação do primeiro turno, a TV Globo deu enorme destaque à imagem do dinheiro que havia sido apreendido no contexto do Escândalo do Dossiê. Hoje é sabido que o delegado da PF que havia comandado a operação convidou quatro jornalistas para uma conversa reservada e repassou os CDs com as fotos. A conversa foi inteiramente gravada e nela se pode ouvir os apelos do delegado para que as imagens fossem parar na edição do Jornal Nacional do mesmo dia, 29 de setembro. No caso da TV Globo, ressalta-se que, na mesma noite em que exibiu as fotos, o telejornal se absteve de informar sobre a tragédia do Voo Gol 1907, em que morreram 154 pessoas. Assim, ao mesmo tempo em que a notícia já repercutia no mundo inteiro, a edição ao vivo do jornal se dedicava somente a dar destaque à divulgação do escândalo político. Por outro lado, segundo publicado pela emissora no Memória Globo, era "impossível dar a notícia durante a exibição do jornal, já que não havia informações concretas sobre o acidente".
| “ | Os rumores de que um avião da Gol não pousara no horário certo em Brasília chegaram à redação do Jornal Nacional por volta de 20h10, quando o telejornal já estava no ar. A partir desses rumores, iniciou-se uma corrida frenética para verificar o que houve com o avião, com exatidão, para que não se criasse pânico na população. A primeira confirmação era de que, de fato, um avião da Gol estava desaparecido desde as 18h10, mas a Infraero não confirmava a rota nem o número do voo. Sem essas informações, era impossível divulgar uma informação sobre o avião desaparecido, sem provocar grande angústia em todos aqueles que tinham parentes ou amigos voando Gol. Não eram poucos: no dia 29 de setembro de 2006, 54 aviões da Gol levantaram voo. Cada um deles podia levar até 144 passageiros; a ocupação média era de 80% dos assentos. A Gol calcula que transportou naquele dia 6 200 pessoas. Não divulgar o número do voo ou a rota seria colocar sob suspeição todos os 54 voos, um procedimento que um telejornal líder de audiência, visto por milhões, não pode fazer. Enquanto esteve no ar, até as 20h45, o Jornal Nacional, e nenhum outro telejornal de outra emissora, conseguiu esses dados. | ” |

Algumas semanas após o fim das eleições, Rodrigo Vianna, repórter que estava se desligando da emissora, divulgou uma carta aberta onde critica várias das posturas da emissora durante o período eleitoral, dando sua visão de como os processos se davam internamente. Na carta, Vianna diz, assim como Azenha, que a direção da emissora barrou reportagens e investigações que envolvessem o PSDB e o então candidato ao governo de São Paulo, José Serra. Segundo ele, alguns jornalistas questionaram as opções editoriais da Globo, mas não receberam respostas convincentes de seus superiores. Logo após as eleições, Vianna foi afastado da cobertura política e destacado para atuar nos jornais locais. O comentarista político Franklin Martins, que mais tarde se tornaria Secretário de Comunicação Social de Lula, também foi afastado. Segundo Vianna, "Do Bom dia Brasil ao Jornal da Globo, temos um desfile de gente que está do mesmo lado".

### Eleições de 2010

#### Jingle de aniversário
Em 19 de abril de 2010, a emissora tirou do ar, logo após o primeiro dia de veiculação, a campanha de comemoração de aniversário dos 45 anos da rede por ter sido acusada de estar fazendo campanha subliminar a José Serra, candidato a presidente pelo PSDB.
A emissora afirma que o filme foi criado em novembro de 2009, quando "não existiam nem candidaturas muito menos slogans, mas a TV Globo não pretende dar pretexto para ser acusada de ser tendenciosa e está suspendendo a veiculação do filme." O colunista Luís Nassif, no entanto, contestou a justificativa da emissora, afirmando que a campanha teria sido gravada em 14 de abril, três dias depois que Serra lançou sua pré-candidatura, apontando para isso notícias do próprio portal da Globo.com.

#### Agressão a José Serra
Uma reportagem apresentada pela Globo no segundo turno da campanha apontava que José Serra havia sido agredido com um rolo de fita por militantes petistas durante um ato da campanha no Rio de Janeiro, passando mal em seguida e dirigindo-se a um hospital onde foi examinado. Ele teria cancelado os demais compromissos do dia por ordem médica. Entretanto, uma reportagem do SBT mostrou que Serra havia sido atingido por uma bolinha de papel, continuou caminhando até receber um telefonema, e então, 20 minutos depois, é que levou a mão à cabeça para se queixar do "golpe". Serra teria, então, feito uma tomografia, mas não foi encontrado nenhum ferimento.
No dia 21 de outubro de 2010, a Folha de S.Paulo publicou uma reportagem na qual revelava que Serra havia sido atingido por um rolo de fita adesiva depois da bola de papel. No mesmo dia, o Jornal Nacional levou ao ar uma reportagem completa sobre o assunto. Em 22 de outubro, ambos Folha e O Estado de S. Paulo confirmaram que Serra fora atingido em dois momentos: primeiro por uma bola de papel, e depois por um rolo de fita. O SBT também confirmou em seu telejornal SBT Brasil que as imagens da bolinha de papel eram anteriores ao ataque com o rolo. Cinco dias depois, a revista Veja publicou uma reportagem intitulada "Pau na democracia", cuja possuía trechos na qual o jornalista Fábio Portela acusava o SBT de omitir o rolo de fita que fora jogado à cabeça de Serra. O canal, por sua vez, respondeu que "o telejornal SBT Brasil veiculado no dia do episódio, quarta-feira 20, exibiu apenas as imagens captadas por nossas câmeras, que registraram o incidente com a bolinha de papel. Até aquele momento não tínhamos conhecimento de outro vídeo captado por um jornalista da Folha de S.Paulo, por celular, que mostrava o episódio posterior, em que um rolo de fita crepe atinge a cabeça do candidato Serra. Quando tomou conhecimento desse novo fato, o SBT tratou de registrá-lo no mesmo dia em seu telejornal da meia-noite. No SBT Brasil do dia seguinte, quinta-feira, o apresentador Carlos Nascimento voltou ao assunto, ressaltando que o segundo incidente não fora captado pela equipe, mas frisou que o candidato José Serra fora atingido duas vezes em um intervalo de poucos minutos."
| “ | [...] não houve, portanto, nenhuma disputa entre SBT e Globo sobre bolinha de papel. Em todo o episódio, o mérito, a bem da verdade, foi da Folha de S.Paulo. Foi o jornal quem noticiou primeiro a agressão a Serra com um rolo de fita adesiva. Foi o jornal quem pôs na internet um vídeo do momento da agressão. O Jornal Nacional, num trabalho independente, confirmou os achados da Folha. | ” |

### Eleição de 2012
Houve várias críticas à forma como a TV Globo fez a cobertura do julgamento do caso conhecido como Mensalão, que coincidiu com as eleições municipais no Brasil em 2012. No mês de outubro de 2012, às vésperas do segundo turno das eleições municipais, o Jornal Nacional dedicou 18 dos seus 32 minutos de duração para abordar o julgamento, tendo ainda como agravante o fato da matéria ter ido ao ar imediatamente após o fim do horário eleitoral, que, em São Paulo, foi encerrado com o programa de Fernando Haddad, candidato do PT. Durante todo o segundo turno o noticiário do mensalão foi apresentado pelo telejornal sempre logo após ao fim do horário eleitoral.

### Manifestações de 2013 eimpeachmentde Dilma

Manifestantes penduram efígie do ex-juiz Sergio Moro, como "traidor", em frente ao prédio da 13ª Vara da Justiça Federal em São Paulo

Durante a série de manifestações populares que ocorreram em várias cidades brasileiras em 2013, protestos em frente às sedes da emissora aconteceram por todo o país. A sede da empresa em São Paulo teve estrume lançado sobre a sua fachada, além dos muros terem sido pichados. No protesto na sede da emissora no Rio de Janeiro, os manifestantes entraram em confronto com a polícia.
Em comentário feito no dia 12 de junho, o cineasta e jornalista Arnaldo Jabor, no Jornal da Globo, afirmou que a grande maioria dos manifestantes seria composta por jovens de classe média e que a manifestação seria decorrente de ignorância política e do estímulo dos protestos na Turquia. Em tom provocador, Jabor questionou por que não lutam contra a PEC 37 que, em sua opinião, seria um motivo mais legítimo. Por fim, finaliza dizendo que os manifestantes talvez nem sequer saibam o que é a PEC 37 e que não valham sequer os R$ 0,20 do aumento das passagens.  No dia 17, em sua seção na rádio CBN, se desculpou por suas declarações, afirmando que temia que a energia fosse gasta com uma reivindicação boba, mas que viu que o problema era muito maior.
No processo de impeachment de Dilma Rousseff, a Globo foi acusada pela revista CartaCapital de parcialidade.

### Censura imposta à TV Globo
Em novembro de 2018, a divisão de homicídios da Polícia Civil do Brasil e o Ministério Público do Rio de Janeiro entraram com processo judicial pedindo que a TV Globo fosse proibida de divulgar qualquer informação do inquérito policial que apura o assassinato da vereadora Marielle Franco e do motorista Anderson Gomes. Gustavo Gomes Kalil, que é o juiz da quarta vara criminal do Rio de Janeiro aceitou o pedido, argumentando que a TV Globo vazava conteúdo dos autos de forma "prejudicial", expondo dados das investigações e das testemunhas. Porém, os dados até então divulgados pela TV Globo foram reportados sem expôr informações pessoais, com alguns sendo apresentados de forma anônima. A TV Globo disse que a decisão judicial foi excessiva e que fere gravemente a liberdade de imprensa.
A Associação Brasileira de Jornalismo Investigativo (Abraji) divulgou uma nota: 
"A Abraji considera que a decisão do juiz viola o direito dos brasileiros à livre circulação de informações de interesse público. A imposição de censura é uma afronta à Constituição. A liberdade de imprensa, fundamental para a democracia, deveria ser resguardada por todas as instâncias do Poder Judiciário, mas é frequentemente ignorada por juízes que, meses ou anos depois, são desautorizados por tribunais superiores. Nesse meio tempo, o direito dos cidadãos de serem informados fica suspenso, o que gera prejuízos irreparáveis para a sociedade. O caso em questão é um exemplo dessa prática absurda, que precisa acabar. Cabe ao Poder Judiciário preservar direitos constitucionais, não atacá-los."

### Lava Jato

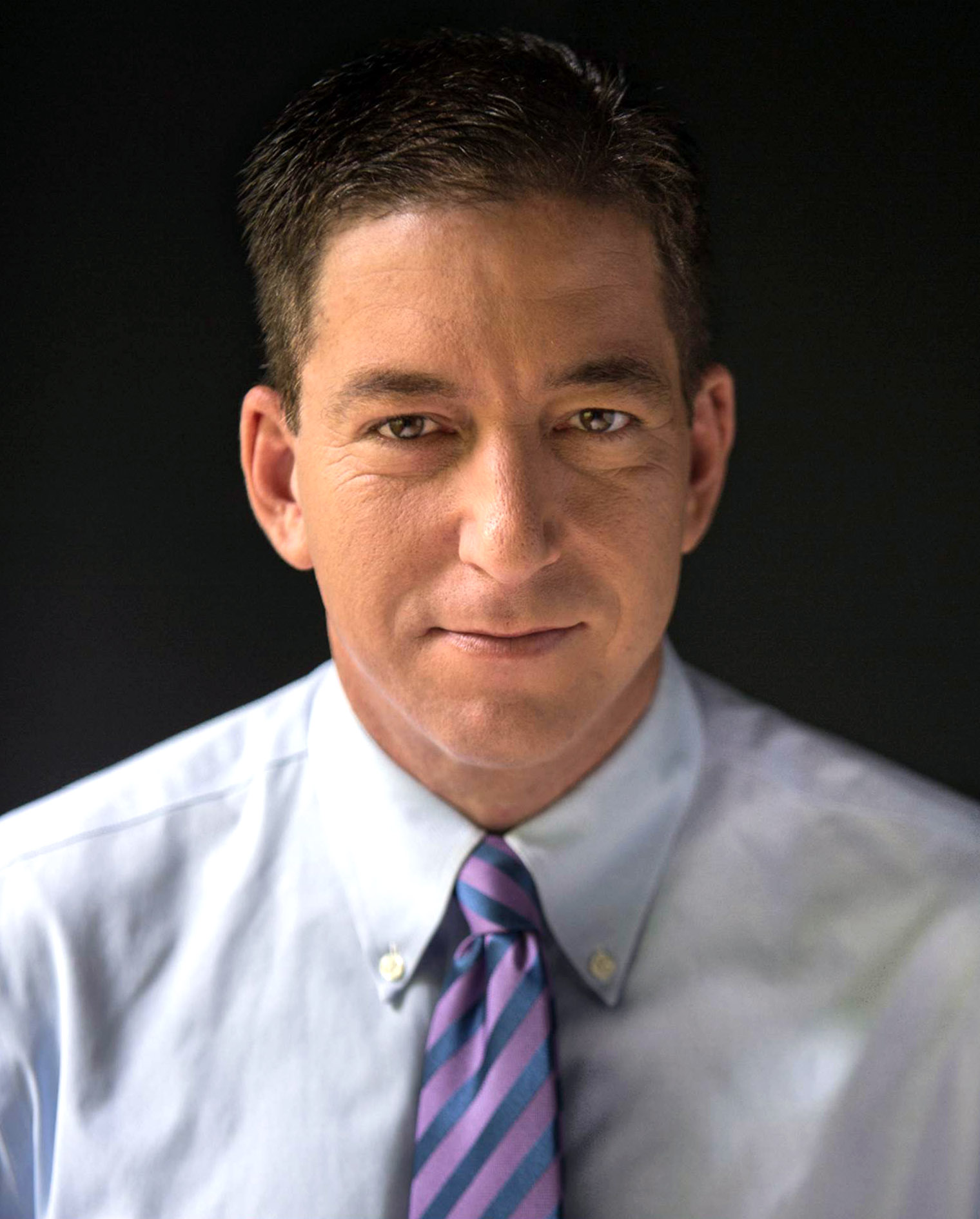
Jornalista Glenn Greenwald, um dos editores do site The Intercept.

Em entrevista para a Agência Pública, após as primeiras revelações do The Intercept sobre as ações do ex-juiz Sergio Moro na Lava Jato, Glenn Greenwald falou que a TV Globo e a "grande mídia", com exceção do jornal Folha de S.Paulo e jornalistas independentes, trabalharam com a Lava Jato "publicando o que a força-tarefa queria que eles publicassem."
"Quando você denuncia ações de corruptos ou trata de problemas sobre o governo, ele sempre tenta distrair falando somente sobre quem revelou essa corrupção, quem divulgou esses crimes para criminalizar pessoas, jornalistas ou fontes que revelaram o material. Essa estratégia, não dos jornalistas, é o que a Globo está usando. Porque a Globo e a força-tarefa da Lava Jato são parceiras. E os documentos mostram isso, né? Não é só eu que estou falando isso por causa da Globo. Os documentos mostram como Moro e Deltan estão trabalhando juntos com a Globo e nós vamos reportar, então eu sei disso já e a reportagem está mostrando. Mas o resto da grande mídia está tratando a história com a gravidade que merece. É impossível para todo mundo que está lendo esse material defender o que Moro fez. Impossível! [...] posso falar que exatamente como disse hoje, a Globo foi para a força-tarefa da Lava Jato aliada, amiga, parceira, sócia. Assim como a força-tarefa da Lava Jato foi o mesmo para a Globo."— Glenn Greenwald
A emissora rebateu as críticas de Greenwald em nota, ao dizer que Gleen de fato havia entrado em contato com eles para propor uma nova parceria jornalística, por conta do trabalho que havia sido feito sobre as revelações da vigilância global de Edward Snowden. A Globo afirmou que, apesar de ter oferecido o material, o jornalista não quis disponibilizar informações sobre o conteúdo das revelações e sobre a origem dos dados. Por conta disto, a emissora teria recusado a oferta. Na sexta, dia 7 de junho, Greenwald mandou um email afirmando que não recebeu nenhuma resposta da Globo e que devia supor que a emissora não estava interessada em reportar este material. Não houve contatos posteriores entre as partes.
"[...] causam indignação e revolta os ataques que ele desfere contra a Globo na entrevista publicada na Agência Pública. Se a avaliação dele em relação ao jornalismo da Globo e a cobertura da Lava-Jato nos últimos cinco anos é esta exposta na entrevista, por que insistiu tanto para repetir “uma parceria vitoriosa” e ser tema de um dos programas de maior prestígio da emissora? A Globo cobriu a Lava-Jato com correção e objetividade, relatando seus desdobramentos em outras instâncias, abrindo sempre espaço para a defesa dos acusados. O comportamento de Greenwald nos episódios aqui narrados permite ao público julgar o caráter dele."— Rede Globo
Ricardo Kotscho, escrevendo para o Observatório da Imprensa, criticou a cobertura jornalística do SBT, TV Globo e RecordTV dada aos fatos em relação aos hackers e ao The Intercept:
"É isso que está acontecendo no Brasil bolsonariano, com essa história rocambolesca dos hackers fajutos de Araraquara, para esconder o que já foi apurado e denunciado pelo The Intercept e outros veículos sobre o modus operandi do ex-juiz Sergio Moro e seus procuradores amestrados. Mas essa blindagem só é possível porque as três grandes redes de TV do país formaram uma rede de proteção que esconde o mais importante – o conteúdo tóxico dos diálogos de Moro com os procuradores da Lava Jato – para noticiar à exaustão o modus operandi dos hackers tabajaras. Globo, Record e SBT deixaram o jornalismo de lado para formar uma rede nacional com noticiário único, pautado somente por seus interesses comerciais e políticos, assim como fizeram durante a última campanha presidencial. (…) Já a Globo, como de costume, é mais sofisticada, mais sinuosa, dá um ar de seriedade olímpica aos Bonners do JN e não perde a chance de publicar editoriais sobre a sua 'isenção e imparcialidade', como se todo mundo fosse idiota."

### Relações com o prefeito Marcello Crivella
Em abril de 2019, o prefeito do Rio de Janeiro Marcelo Crivella se recusou a responder uma jornalista e a empurrou. Ele foi questionado sobre o fim das interdições que ocorria no Rio de Janeiro após um temporal. Marcelo Crivella acusou a repórter que trabalha na TV Globo de "fazer campanha contra o Rio de Janeiro".
Após insistência da repórter atrás da informação, Crivella virou-se de costas para a repórter e a empurrou para afastar o microfone: "Não, não quero falar com vocês". Crivella acusou a TV Globo de fazer "chantagem" e "campanha política" por mostrar os problemas da cidade do Rio de Janeiro: "o que a Globo quer é dinheiro em sua propaganda. O que ela quer é que a gente faça uma festa no Carnaval e ela possa vender 240 milhões de reais com a prefeitura pagando todo o Carnaval."
A Associação Brasileira de Jornalismo Investigativo (Abraji) divulgou uma nota: 
"[Crivella estava em] ato não condizente com os princípios constitucionais da transparência na administração pública e da garantia do acesso a informações públicas (…) A Abraji considera a atitude do prefeito diante dos questionamentos de Larissa Schmidt incompatível com seu cargo. Agentes públicos têm o dever de fornecer informações sobre suas atividades e de respeitar o trabalho dos jornalistas de levar tais informações ao público. Discriminar meios de comunicação é antidemocrático e fere a liberdade de imprensa.
No dia 16 de dezembro de 2019, a juíza Alessandra Cristina Tufvesson, da 8.ª Vara de Fazenda Pública do Tribunal de Justiça do Estado do Rio de Janeiro, concede liminar à TV Globo e a outros veículos do Grupo Globo que permite o acesso de suas equipes de jornalismo a eventos e entrevistas coletivas organizados pela Prefeitura do Rio de Janeiro, após o prefeito do município, Marcelo Crivella, cortar relações com os veículos e ordenar que os mesmos fossem barrados pelas equipes de segurança, como reação a denúncias de corrupção envolvendo o prefeito em matéria publicada pelo jornal O Globo em 2 de dezembro.

### Eleições de 2022
Na eleição de 2022, a Globo foi acusada por bolsonaristas de ter feito uma cobertura parcial contra o então presidente Jair Bolsonaro. Bolsonaro chegou a erguer uma faixa contra a emissora com os dizeres "Globo Lixo" em fevereiro de 2021. O deputado Eduardo Bolsonaro, filho de Jair Bolsonaro, acusou a emissora de esconder a delação de Marcos Valério para apoiar a candidatura de Lula, enquanto  o próprio Jair Bolsonaro acusou o apresentador William Bonner de defender a inocência de Lula. Um vídeo que mostra jornalistas da TV Globo comemorando o resultado da eleição presidencial vencida por Luiz Inácio Lula da Silva viralizou nas redes sociais. A emissora emitiu um comunicado em que "lamentou" a atitude de um pequeno grupo que se esqueceu dos princípios editoriais da empresa.

## Religião

### Igreja Universal
Em 1995 a TV Globo colocou ao ar a minissérie Decadência de Dias Gomes inspirada nas palavras do empresário e televangelista Edir Macedo. Na opinião de Edir essa minissérie foi um ataque direto aos valores dos protestantes. Em 2009 o programa protestante Fala Que Eu Te Escuto, da Igreja Universal do Reino de Deus, exibido na RecordTV, mostrou imagens de templos em várias capitais do Brasil, lotados para uma vigília nomeada de "Protesto Contra a TV Globo". Transmissões ao vivo mostraram testemunhos de pessoas que diziam nunca mais sintonizar a Globo.
Durante a campanha das eleições municipais do Rio de Janeiro de 2016, Marcelo Crivella classificou a TV Globo como "inimiga jurada" de sua campanha e disse que "Roberto (Marinho), lá do céu, deve estar triste". e se negou a participar de sabatinas no RJTV, alegando que a emissora fora responsável por uma "cobertura manipuladora e tendenciosa". O candidato entrou ainda com uma representação contra a emissora no Tribunal Regional Eleitoral. No entanto, seus pedidos por direito de resposta foram rejeitados pelo tribunal. Após as eleições, o Fala Que Eu Te Escuto alegou que Crivella "foi alvo de uma intensa campanha negativa da mídia, principalmente no segundo turno". O programa listou a TV Globo e o jornal O Globo como alguns dos veículos de mídias mais "agressivos".

### Outras igrejas evangélicas
Em 2014, um quadro do programa humorístico Zorra Total, intitulado "Igreja Admilsista do Sétimo Dígito", mostrou um falso pastor que fez uma sessão de descarrego onde induzia os fiéis a pagarem dízimos mais altos. O mestre em Teologia Michelson Borges considera o que a Globo fez como blasfêmia e desrespeito contra os adventistas. "Usaram dezenas de vezes as palavras 'aleluia' e 'glória', em meio ao puro deboche, pronunciadas por personagens ridículos", disse o acadêmico. Em defesa, a emissora afirmou que o personagem é ficcional e nega ter preconceito com a igreja evangélica. "Zorra Total é um programa humorístico, que não tem outro objetivo senão o de entreter e divertir, sem compromisso com a realidade, como registramos ao final de cada episódio.
Em 2015, o programa Tá no Ar: a TV na TV mostrou a "Galinha Convertidinha", versão satirizada do personagem infantil Galinha Pintadinha, o que suscitou críticas entre evangélicos. Também foi feita a versão "Galinha Muçulmana Pintadinha".

## Esportes

### Transmissão de eventos esportivos
A TV Globo é frequentemente acusada de deter o monopólio das transmissões esportivas, principalmente do Campeonato Brasileiro de Futebol. A Rede Record acusou a emissora de manter a divisão da transmissão do campeonato brasileiro apenas com a Rede Bandeirantes por ela não concorrer em termos de audiência. A parceria com a Bandeirantes chegou ao fim em 2016 quando a Band anunciou sua saída em função da crise econômica de 2014. Em um comunicado, a emissora divulgou que "Durante as últimas dez temporadas, Band e Globo caminharam lado a lado na exibição do Campeonato Brasileiro de Futebol da Série A, com mútuos benefícios e em perfeita sintonia. Contudo, em que pese o enorme esforço de ambas as empresas para viabilizarem a continuidade da exposição conjunta dessa competição, o agravamento da crise econômica impediu a Band de prosseguir com esse licenciamento, a partir da temporada 2016."
Em 20 de outubro de 2010, depois de 10 anos de tentativas, o Conselho Administrativo de Defesa Econômica (CADE) emitiu orientação ao Clube dos 13 (grupo que reúne 20 grandes times do futebol brasileiro, mas é chamado Clube dos 13) para que os direitos de transmissão do Campeonato Brasileiro fossem dados a partir de um leilão. Apesar disso, o Clube dos 13 desrespeitou a orientação do CADE e firmou contrato com a TV Globo para todas as mídias.
Segundo matéria do Esporte Fantástico da Rede Record, exibida em 17 de agosto de 2013, a Globo seria a principal responsável pelo baixo público presente nas partidas do Campeonato Brasileiro de Futebol daquele ano. Segundo a reportagem, a prática da emissora carioca de forçar a exibição das partidas após o final da novela das nove, com início por volta das 22 horas, inibe a presença do público nos estádios. A Record conseguiu adquirir os direitos de transmissão de eventos esportivos como Olimpíadas de Inverno de 2010, Jogos Pan-americanos de 2011, Olimpíadas de 2012, Olimpíadas de Inverno de 2014, Jogos Pan-americanos de 2015 e Olimpíadas de 2016 (essa última em parceria com a Globo e a Band). Apesar disso, a Globo manteve o direito de transmissão da Copa do Mundo FIFA de 2018 e de 2022, num processo de concorrência criticado pela Record por sua "falta de transparência".
Em dezembro de 2015, o Grupo Globo assinou parceria com o Comitê Olímpico Brasileiro, que assegura a exclusividade de transmissão em TV aberta para o Brasil dos Jogos Olímpicos entre as edições de 2020 e 2032. O acordo abrange também os Jogos Olímpicos de Inverno de Pyeongchang, em 2018, e em Pequim, em 2022, além de todos eventos do COI até 2032.
Jornalistas holandeses do jornal diário, Trouw, demonstraram que a TV Globo foi mencionada no Panama Papers "várias vezes" em uma investigação de lavagem de dinheiro do banco De Nederlandsche, que divulgou que a Globo, durante anos, fez muitas "transações financeiras irregulares" usando paraísos fiscais, supostamente com a finalidade de pagar os direitos de transmissão da Copa Libertadores.

### Prêmio 'Craque do Jogo'
Em 12 de maio de 2019, o goleiro Sidão foi exposto de maneira vexatória ao vivo durante a transmissão de uma partida do Campeonato Brasileiro, após a derrota do time que defendia, nesse caso o Vasco contra a equipe do Santos, por 3 a 0. O atleta, na ocasião, havia cometido falhas grotescas durante a partida, principalmente nos lances que resultaram nos dois primeiros gols da equipe paulista. Sidão foi escolhido como Craque do Jogo, uma votação popular feita para determinar o melhor jogador da partida pelos internautas no portal GloboEsporte.com, que naquele dia implantou mudanças no método de votação. De acordo com o portal UOL, a escolha de jogadores para a votação era filtrada pela emissora, o que não ocorreu na partida ocorrida no dia 12 de maio. A pedido do departamento comercial, as opções de jogadores foram expandidas na tentativa de vender um projeto parecido com o da Budweiser na Copa do Mundo da Rússia. Apesar de possíveis problemas, a equipe da emissora decidiu seguir o protocolo e entregou o troféu ao jogador, de maneira constrangedora, quanto para o goleiro, quanto para a repórter Julia Guimarães no gramado. Durante a partida, uma campanha virtual foi realizada por torcedores via redes sociais, que escolheram propositalmente o jogador para ganhar o título.
Após o final da partida, inúmeras críticas surgiram por parte de jogadores, comentaristas (principalmente de Walter Casagrande em seu Instagram, que chamou o troféu de "ridículo") e outros profissionais do esporte, que viram a atitude da Globo como "desrespeitosa" à honra do jogador. O Grupo Globo emitiu um pedido de desculpas em um de seus portais e comunicou que o método de votação do prêmio será alterado, mas que manterá a votação popular.
No mesmo ano, o goleiro moveu processo contra a emissora por danos morais, pedindo inicialmente uma indenização de R$ 1 milhão. Em 19 de outubro de 2022, o Tribunal de Justiça de São Paulo condenou a Globo a pagar R$ 30 mil ao jogador, com o juiz Antonio Conehero Junior justificando que o pagamento da mesa “não poderá ser fonte de enriquecimento injustificado da vítima, nem haverá de ser inexpressivo, incapaz de atingir sua finalidade que é a de retribuir o mal causado”. Os advogados do jogador questionaram o valor baixo da indenização, dizendo que “os danos à imagem (de Sidão) foram imensuráveis, sendo que, após o ocorrido, sua carreira entrou em declínio”. Em defesa, a Globo alegou que o vencedor do prêmio foi escolhido pelo público, além de negar responsabilidade sobre a queda de valor de mercado do jogador, que possuía 36 anos no momento. A emissora recorreu da decisão e perdeu em segunda instância em 24 de julho de 2023, tendo ainda possibilidade de recorrer em terceira instância.

### Rompimento com a FERJ e a CONMEBOL
Durante a Pandemia de COVID-19, o Grupo Globo acabou abrindo mão de alguns torneios esportivos, entre eles a temporada 2020 da Copa Libertadores da América e o Campeonato Carioca de Futebol. Pelo Cariocão 2020, a emissora transmitiu o torneio até a quinta rodada da Taça Rio, quando decidiu no dia 6 de julho de 2020 rescindir o contrato com a Federação de Futebol do Estado do Rio de Janeiro (FERJ), por não concordar com a transmissão do jogo entre o Clube de Regatas do Flamengo e o Boavista Sport Club realizada pela FlaTV, o streaming do Flamengo, uma vez que a equipe carioca não possuía contrato com a TV Globo e o SporTV e estava assegurada pela medida provisória nº 984/2020, apelidada de lei do mandante. A decisão foi interpretada pela emissora como quebra de contrato de exclusividade, já que os efeitos da lei não possuíam efeitos nos contratos firmados. No mesmo dia, a FERJ obteve liminar judicial no TJD-RJ que obrigava o grupo a transmitir a fase final da competição, o que assegurou a transmissão de Fluminense x Botafogo em 5 de julho, mas em 6 de julho, a liminar foi derrubada pela 24.ª Vara Cível do Rio de Janeiro. A decisão também afetou a cobertura do clássico Fla-Flu pela Taça Rio. A cobertura desse jogo acabou sendo realizada pelo SBT, que voltou a cobrir um torneio de futebol em rede nacional após 17 anos. Como consequência, o SBT chegou á liderança no Rio de Janeiro com 27 pontos contra 25 da Globo. Posteriormente, a emissora tentou adquirir o Cariocão de 2021 e 2022, mas sem sucesso, perdendo a licitação para a Record. Em 21 de maio de 2021, a emissora é condenada a pagar R$156 mil à FERJ por quebra de contrato após decisão da décima vara cível do tribunal do Rio de Janeiro. Em 12 de janeiro de 2024, a Globo acabou firmando contrato com o Vasco da Gama para transmitir os seus jogos como mandante através do SporTV e do Premiere, marcando o retorno parcial do Cariocão ao portifólio esportivo do grupo. No dia 22 de novembro de 2024, o Grupo Globo acabaria readquirindo os direitos de transmissão totais desse estadual pela temporada 2025, mas sem exclusividade, dividindo as transmissões com a Band.
Pela Copa Libertadores da América de 2020, o Grupo Globo decidiu no dia 7 de agosto de 2020 rescindir o contrato com a CONMEBOL após não conseguir um acordo para a redução dos valores pela cobertura do torneio, o que marcou a segunda saída da competição após 28 anos consecutivos na TV Globo. Tal acordo era válido até a edição de 2022 e deu início a um imbróglio judicial entre a Globo e a CONMEBOL, que duraria até outubro de 2021, quando as duas partes chegariam a um acordo, autorizando a emissora a participar da licitação pelas edições de 2023 a 2026, o qual acabaria vencendo posteriormente, recuperando a competição.
Em 10 de setembro de 2020, o SBT acabou adquirindo o torneio, voltando a transmitir o campeonato após 39 anos, uma vez que transmitiu apenas a edição de 1981. Os direitos posteriormente acabaram sendo repassados para a The Walt Disney Company e o Grupo Bandeirantes de Comunicação, no caso do último, foi feito um consórcio para o lançamento da Conmebol TV, que seria extinta após a final da Copa Libertadores da América de 2022 cumprindo o contrato até então firmado com o Grupo Globo. Em litígio judicial, a emissora carioca tentou adquirir a Copa América de 2021, mas não obteve sucesso, perdendo novamente o torneio para o SBT, que também repassou os direitos á Walt Disney para as transmissões pela ESPN. Como uma forma de "retaliação", as mídias do Grupo Globo como a própria TV Globo, o SporTV, a GloboNews, os portais G1 e Ge e o jornal O Globo repercutiram várias manchetes negativas contra a realização da Copa América no Brasil, além do portal Notícias da TV, ligado ao UOL, ter publicado que a emissora supostamente teria pedido perdão á CONMEBOL pelo rompimento do contrato em 2020 para participar da licitação da Copa América de 2021, sendo rejeitado pela entidade. A emissora também foi acusada pelo SBT de tentar menosprezar a importância da transmissão do torneio pelo canal paulista, ao enviar um relatório à imprensa com as audiências de edições anteriores. A medida foi exposta pelo canal de Silvio Santos durante uma nota oficial publicada no perfil SBT Sports pelo twitter na tarde do dia 12 de junho de 2021, data que antecedia a competição, e foi lida posteriormente em um editorial no telejornal SBT Brasil. Além disso, a ação não seria inédita já que a Globo também fazia comparativos usando a Libertadores.

## Outros

### Acusações de fraudes
Entre 2010 e 2012, o conglomerado foi notificado 776 vezes por sonegação fiscal. Em uma destas lavagens de dinheiro nos Estados Unidos foi depositado 1,6 bilhão de reais através do Banestado. A maior parte das autuações envolve a apreensão de equipamentos, sem o recolhimento de impostos, no Aeroporto do Galeão, no Rio de Janeiro. Ainda segundo a Receita, a empresa praticou fraude contábil ao negociar um perdão de 158 milhões de reais em dívidas com o banco JP Morgan em 2005. A emissora, multada em 730 milhões de reais, contesta a cobrança, mas foi derrotada em uma das instâncias do Ministério da Fazenda, o Conselho Administrativo de Recursos Fiscais, em setembro de 2013.
Além disso, o conglomerado teria sonegado o Imposto de Renda ao usar um paraíso fiscal para comprar os direitos de transmissão da Copa do Mundo FIFA de 2002. Após o término das investigações, em outubro de 2006, a Receita Federal quis cobrar multa de 615 milhões de reais da emissora. No entanto, semanas depois o processo desapareceu da sede da Receita no Rio de Janeiro. Em janeiro de 2013, a funcionária da Receita, Cristina Maris Meinick Ribeiro, foi condenada pela Justiça a quatro anos de prisão como responsável pelo sumiço. No processo, ela afirmou ter agido por livre e espontânea vontade.
Um documento datado de 15 de setembro de 2006, liberado pelo site WikiLeaks em 2013, cita que a TV Globo repassou à UNESCO apenas 10% do valor arrecadado desde 1986 com a campanha (à época 94,8 milhões de reais). Numa nota ao portal R7, a emissora respondeu: "A Globo desconhece os documentos citados. (...) [No] acordo, não existe qualquer cláusula prevendo pagamento de taxa de administração. Todos os custos referentes à gestão e administração do fundo Criança Esperança, a cargo da Unesco, são integralmente pagos pela TV Globo com recursos próprios." Em 2011, a UNESCO divulgou comunicado em que esclarecia os boatos sobre a suposta sonegação. Segundo o órgão, “por se tratar de uma agência das Nações Unidas, doações para a Unesco não são dedutíveis no Imposto de Renda, que veta supressão de contribuições feitas a organismos internacionais.
Em 2016, jornalistas holandeses do jornal diário, Trouw, demonstraram que a TV Globo foi mencionada "várias vezes" em uma investigação de lavagem de dinheiro do banco De Nederlandsche, que divulgou que a Globo, durante anos, fez muitas "transações financeiras irregulares" usando paraísos fiscais, supostamente com a finalidade de pagar os direitos de transmissão da Copa Libertadores.

### Beyond Citizen Kane

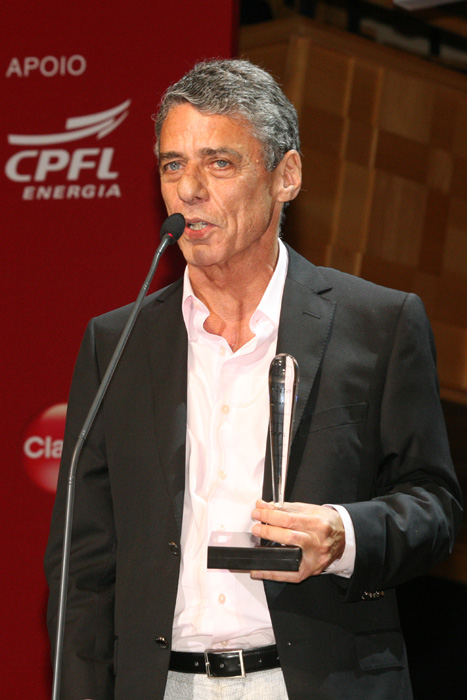
Chico Buarque participou de Beyond Citizen Kane, concedendo um depoimento para a equipe de produção.

Em 1993, o Channel Four, uma grande cadeia de TV britânica, exibiu um filme, criado por Simon Hartog e intitulado Beyond Citizen Kane, que conta a história da Rede Globo de Televisão e suas "ações sombrias" no país até o ano de 1990. O documentário foi proibido no Brasil desde 1994, graças a uma ação judicial movida por Roberto Marinho. Existem poucas cópias em circulação no Brasil, além de versões piratas circulando pela internet, como no YouTube. O filme conta com a participação de alguns artistas e políticos, como Luiz Inácio Lula da Silva, Chico Buarque, Leonel Brizola e Washington Olivetto. O documentário jamais esteve no circuito de cinemas brasileiros e a exibição que ocorreria no Museu de Arte Moderna do Rio de Janeiro foi proibida pelo então presidente da República, Itamar Franco.
No país, o documentário recebeu o título de Muito Além do Cidadão Kane. O título teve origem no personagem Charles Foster Kane, criado em 1941 por Orson Welles para o filme Citizen Kane, que por sua vez, tratava-se de um drama de ficção baseado na trajetória de William Randolph Hearst, magnata da comunicação nos Estados Unidos. Segundo o documentário, a Globo empregaria a mesma manipulação de notícias para influenciar a opinião pública como fazia Kane no filme. De acordo com matéria veiculada na Folha Online em 28 de agosto de 2009, a produtora que montou a filmagem é independente e a televisão pública britânica não teve qualquer relação com seu desenvolvimento. Já a Record sustenta que a BBC, outra emissora pública do Reino Unido, estaria relacionada com sua produção.
O documentário é dividido em 4 partes:
- na primeira parte é mostrada a relação entre a TV Globo e o período militar, em que se veem fatos sociais que ocorreram no país em decorrência do governo;
- na segunda parte apresenta-se o acordo firmado entre a Globo e o grupo Time-Life;[141]
- na terceira parte evidencia-se o poder do proprietário da emissora, Roberto Marinho. Mostra-se também o suposto apoio da mesma à saída dos militares do poder, na figura do candidato à presidência da República Tancredo Neves;[142]
- na quarta parte, tida como a mais importante e reveladora do filme, mostram-se às claras "os envolvimentos ilegais e mecanismos manipulativos utilizados pelo Grupo Globo em suas obscuras parcerias para com o poder em Brasília". Contudo, o documentário não apresenta fontes primárias, apenas entrevistas.[140]

A Globo tentou comprar os direitos de exibição do filme. Entretanto, antes de morrer, Hartog formou um acordo com organizações brasileiras para que os direitos de exibição do documentário não caíssem nas mãos da emissora, a fim de que este pudesse ser amplamente conhecido tanto por organizações políticas quanto culturais. O canal perdeu o interesse em comprar o filme quando os advogados da emissora descobriram tal acordo, mas até hoje uma decisão judicial proíbe a exibição de Beyond Citizen Kane no Brasil. De acordo com a Folha de S.Paulo, na década de 1990, a direção da Record havia tentado comprar os direitos de exibição do documentário, mas "percebeu que haveria uma disputa judicial com a TV Globo a respeito das muitas imagens retiradas da programação deles. Então decidiu não comprá-lo". No entanto, em agosto de 2009, no auge de uma troca de acusações mútuas entre as emissoras, provocadas por acusações de lavagem de dinheiro da Igreja Universal do Reino de Deus, a Record comprou os direitos de transmissão do documentário por aproximadamente 20 mil dólares, e espera a autorização da justiça para transmiti-lo.

### Escândalo do Papa-Tudo
"E assim, usando uma grande rede de televisão, [...] uma grande vendedora agindo diretamente junto ao público infantil induzindo a que crianças pedissem aos pais para comprarem, [...] associados ao insuspeito 'titio' Artur Osório Marques, foi dado um dos maiores golpes – conto do vigário – na população tola, que acredita na Rede Globo, que compra os produtos que ela anuncia, que doa para as "instituições de caridade", abençoadas pela Globo. Pobre população ludibriada que se comove com os trambiques glamourizados da televisão".

—Antônio Paiva Rodrigues, Observatório da Imprensa.
No início da década de 1990, com a finalidade de concorrer com a Tele Sena, pertencente a Silvio Santos e seu conglomerado, a Globo lançou em parceria com a Interunion Capitalização, pertencente ao banqueiro Artur Osório Marques, um título de capitalização intitulado Papa-Tudo, que tinha César Filho e Fausto Silva como apresentadores e Xuxa Meneghel como garota-propaganda. A venda era semelhante à da concorrente supracitada: o título era adquirido em casas lotéricas e unidades da Empresa Brasileira de Correios e Telégrafos, e, caso o comprador não fosse contemplado, poderia resgatar metade do valor pago após um ano ou comprar um novo título pela metade do preço. Antes mesmo do lançamento, o jornalista Hélio Fernandes, da Tribuna da Imprensa, disse que "aquilo cheirava a um grande golpe e que não tinha uma chance em um milhão de dar certo um empreendimento entre Artur Osório Marques e Roberto Marinho."
Consoante o Observatório da Imprensa, "prometiam que, além da recompra garantida, os futuros compradores ainda concorreriam a grandes prêmios milionários e parte da arrecadação ainda seria destinada a instituições de caridade. E numa colossal e obscena 'pirâmide', infestaram o Brasil inteiro com promessas milagrosas de enriquecimento fácil, sempre tendo à frente a exclusividade da Globo, a insuspeita Xuxa e a benemerência de instituições de caridade. Embalado pelos heróis da Globo e pelos 'embaixadores' da Unicef, o país inteiro comprou, muitas e muitas vezes, os bilhetinhos do 'titio' Artur Osório Marques, veiculados pela TV Globo e apresentado pela irrepreensível Xuxa." Entretanto, chegou uma época em que a ECT e as lotéricas pararam de resgatar os bilhetes, pois não recebiam os prêmios do Papa-Tudo. O título anunciou que indenizaria os compradores, mas tal ato não ocorreu. Todo o escândalo culminou na prisão de Artur Osório Marques sob a acusação de estelionato. Por outro lado, ninguém da emissora foi responsabilizado.

### Compra da TV Paulista
Em 1955, Oswaldo Ortiz Monteiro decidiu vender a TV Paulista, a qual era proprietário, às Organizações Victor Costa, devido às dificuldades enfrentadas pela emissora. 55% do capital da concessão, formada por 15.099 ações, foi entregue ao conglomerado. Victor Costa morreu enquanto aguardava a transferência da TV Paulista para seu nome ser aprovada pelo então DENTEL. O filho de Costa ficou no comando, embora as ações de controle ainda ficassem em nome dos ex-acionistas. Nove anos depois, ele vendeu o canal a Roberto Marinho, mesmo sem os documentos de transferência, mas as ações originais de controle continuaram em nome da família Ortiz Monteiro por mais 13 anos. Em 1977, o DENTEL aprovou a transferência das ações dos Ortiz Monteiro para Roberto Marinho, com base nos recibos e procurações apresentados pela Globo. Então, a emissora foi transformada em TV Globo São Paulo.
Após a morte de Monteiro, em 1990, sua família começou a investigar uma possível fraude na compra da TV Paulista pela TV Globo. Uma perícia realizada no ano de 2003 pelo instituto paulista Del Picchia revelou que as assinaturas foram falsificadas e incluíram desde nomes de pessoas falecidas antes da transferência até o uso de máquinas de escrever que ainda não existiam na época do ato. Os advogados da emissora carioca, por outro lado, apresentaram parecer técnico do perito Antonio Nunes da Silva atestando que os recibos e procurações em poder da família Marinho eram autênticos. Em 2010, foi confirmado pelo Superior Tribunal de Justiça que os documentos eram verdadeiros. Em contrapartida, quatro anos depois, o senador Roberto Requião, do PMDB do Paraná, protocolou no Senado um requerimento ao Ministério das Comunicações com informações sobre os supostos atos administrativos irregulares que aprovaram a transferência da concessão do canal 5 a Marinho.

### Codificação do sinal da TV Diário nas parabólicas
No dia 25 de fevereiro de 2009, a TV Diário, emissora pertencente ao Sistema Verdes Mares, também proprietário da TV Verdes Mares, afiliada da Globo em Fortaleza, no Ceará, deixou de ser transmitida pelo satélite de antenas parabólicas, pela qual alcançava toda a América do Sul e parte do Caribe, e pelas afiliadas que possuía pelo território brasileiro, deixando os telespectadores surpresos. Os que tentaram assistir à programação da Diário pelas afiliadas passaram a acompanhar outras redes a partir daquele dia. Consoante informações anteriores e posteriores à saída da rede, a saída da programação da TV Diário do satélite deveu-se a pressões do Grupo Globo ao Sistema Verdes Mares, que era responsável pela TV Verdes Mares, "por conta do excessivo crescimento da audiência da TV Diário em muitos locais do país, inclusive no eixo Rio-São Paulo, o que ameaçava os nichos de mercado da TV Globo".
Ao sair do satélite, a emissora passou a restringir sua cobertura apenas ao estado do Ceará, além dos estados vizinhos e algumas cidades do interior do estado de São Paulo pela TV aberta e sistemas de televisão por assinatura, entre elas a Você TV, através da DTHi, a partir de agosto de 2009. Com a saída da Diário do satélite, a Rede União tornou-se a única rede instalada no Ceará a exibir por satélite em todo o Brasil e todas as Américas (do Sul, Central, Norte e ilhas do Caribe) partes da Europa e África. A TV Globo respondeu que "a TV Globo, como cabeça da Rede Globo, formada por 121 emissoras, procura harmonizar os sinais de VHF e UHF de forma que estes fiquem circunscritos a seus territórios de cobertura. Desta forma, em busca de uma harmonia entre todos e pelo respeito recíproco aos interesses, a atuação da TV Diário estará restrita a seu território de cobertura, não sendo mais captada em territórios de outras afiliadas. Seu sinal permanecerá no satélite, cobrindo o estado do Ceará, porém, codificado". A atitude da Globo foi amplamente criticada; moradores da região Nordeste promoveram um boicote ao canal de TV no dia 13 de março de 2009, mas o movimento não repercutiu. Um acontecimento semelhante ocorreu com a Amazon Sat, de propriedade da Rede Amazônica, que entre os anos de 1998 e 2004 podia ser assistida pelas parabólicas. Entretanto, a partir daí o sinal foi codificado e somente pode ser captado por parabólicas com receptor digital através da aquisição de cartão com o código para decodificação. A partir de 2014, a emissora voltou a ser transmitida nacionalmente, através do satélite SES-6, utilizado pela Oi TV.

### Edições na Wikipédia
Em 8 de agosto de 2014, uma matéria do portal de O Globo afirmou que um dispositivo conectado à internet através da rede sem fio do Palácio do Planalto alterou, em maio de 2013, informações das páginas de Miriam Leitão e Carlos Alberto Sardenberg na Wikipédia, com o objetivo de difamá-los. As informações inseridas no artigo de Miriam qualificavam suas análises e previsões econômicas como "desastrosas", além de acusá-la de ter defendido "apaixonadamente" o banqueiro Daniel Dantas quando este foi preso pela Polícia Federal. Esta última acusação ocorreu em razão de comentário de Miriam na rádio CBN em que ela defendia a inocência de Dantas.
O Palácio do Planalto, em nota, explicou que o endereço de IP usado na alteração era utilizado tanto pela sua rede interna quanto pela rede sem fio do Palácio. Isso possibilitaria a qualquer visitante do Planalto realizar tal alteração. No entanto, o Planalto identificou o autor das alterações como sendo um servidor da Secretaria de Relações Institucionais e o funcionário foi exonerado.
O Grupo Globo foi criticado por divulgar alterações das biografias de seus contratados na Wikipédia, ferramenta de caráter colaborativo e aberta à edição de todos e que, segundo seu próprio criador, Jimmy Wales, não deve ser usada como fonte primária de informação. Também foram criticadas por só terem noticiado as alterações em plena campanha eleitoral de 2014.

### Gravações em Tiradentes
A prefeitura da cidade de Tiradentes, governada pelo PSDB em 1997, concedeu uma autorização para que a emissora usasse a cidade para gravações, violando normas de patrimônio histórico como por exemplo usar iluminação forte e flashes de câmeras em gravações dentro da igreja-matriz da cidade. Segundo a emissora, a intenção é de elevar as rendas de turismo na cidade.

### Mundo árabe
O programa Fantástico exibiu uma matéria no dia 29 de junho de 2014, intitulada "Mulheres são vistas como propriedade dos homens no Líbano", falando sobre a violência contra a mulher nos países árabes, em especial, no Líbano, e mostrando como as mulheres viram posse dos homens após o casamento e são vítimas de estupro, violência doméstica e assassinato. A Federação das Entidades Americano-Árabes disse em nota: "É imperativo enfrentar este problema, que adquire contornos dramáticos em todo o mundo. Mas é nosso dever alertar para o fato de que, dependendo de como a informação é veiculada, ela distorce completamente os fatos, e contribui sobremaneira para criar preconceito, estereótipos e representações sociais negativas de um país inteiro, por exemplo".
O então jornalista Georges Bourdokan gravou um documentário sobre a Líbia de Muammar Gaddafi, que terminou por não ser transmitido pela emissora nos anos 1970 por razões até hoje não explicadas e que deram até o século XXI repercussões na mídia estrangeira.

### Disputa judicial com a TV Gazeta de Alagoas
Em 4 de outubro de 2023, a TV Globo comunicou à direção da TV Gazeta a decisão de não renovar a afiliação, tendo como alegação a decisão do Supremo Tribunal Federal (STF) que havia condenado a emissora pela estação alagoana ser usada em esquemas de corrupção. Em 26 de outubro do mesmo ano, a revista F5, vinculado ao jornal Folha de S.Paulo, noticiou que a TV Globo decidiu encerrar a afiliação da TV Gazeta após 48 anos, sendo substituída no primeiro semestre de 2024 por uma nova estação, de propriedade do Grupo Nordeste de Comunicação (que controla a também afiliada TV Asa Branca em Caruaru, Pernambuco). A decisão acabou acarretando numa longa disputa judicial entre a estação alagoana e a rede durante os anos de 2023 e 2024, com a TV Gazeta tendo decisões favoráveis na justiça alagoana até março de 2025, quando a TV Globo venceu o processo no Superior Tribunal de Justiça (STJ). Ficou estabelecido também um prazo de sessenta dias para que a estação fechasse uma nova afiliação para substituir a rede.
Por fim, em 19 de agosto de 2025, o STJ decidiu pela renovação do contrato com a emissora carioca no prazo de três anos, sem qualquer tipo de recurso, encerrando a disputa iniciada em 2023.